# Michael Ngoo
Michael Ayodeji Ngoo (Walthamstow, 23 ottobre 1992) è un calciatore inglese, attaccante del Barking.

## Caratteristiche tecniche
Paragonato a Peter Crouch, è una punta centrale molto forte fisicamente.

## Carriera

### Club
Il 1º settembre 2009 viene acquistato a titolo definitivo per 300.000 euro dalla squadra inglese del Liverpool.

### Nazionale
Ha giocato nella nazionale inglese Under-19.
Con la nazionale inglese Under-20 ha preso parte ai Mondiali 2011, giocando 3 partite contro l'Argentina, il Messico e la Nigeria.

## Statistiche

### Presenze e reti nei club
Statistiche aggiornate al 28 febbraio 2020.
| Stagione            | Squadra         | Campionato      | Campionato | Campionato | Coppe nazionali | Coppe nazionali | Coppe nazionali | Coppe continentali | Coppe continentali | Coppe continentali | Altre coppe | Altre coppe | Altre coppe | Totale | Totale |
| Stagione            | Squadra         | Comp            | Pres       | Reti       | Comp            | Pres            | Reti            | Comp               | Pres               | Reti               | Comp        | Pres        | Reti        | Pres   | Reti   |
| ------------------- | --------------- | --------------- | ---------- | ---------- | --------------- | --------------- | --------------- | ------------------ | ------------------ | ------------------ | ----------- | ----------- | ----------- | ------ | ------ |
| gen.-giu. 2013      | Hearts          | SP              | 15         | 4          | SC+SLC          | 0+2             | 1               | -                  | -                  | -                  | -           | -           | -           | 17     | 5      |
| lug.-ott. 2013      | Yeovil Town     | FLC             | 6          | 0          | FACup+CdL       | 0+1             | 0               | -                  | -                  | -                  | -           | -           | -           | 7      | 0      |
| gen.-giu. 2014      | Walsall         | FL1             | 14         | 1          | FACup+CdL       | 0               | 0               | -                  | -                  | -                  | -           | -           | -           | 14     | 1      |
| 2014-2015           | Kilmarnock      | SP              | 6          | 0          | SC+SLC          | 0+1             | 0               | -                  | -                  | -                  | -           | -           | -           | 7      | 0      |
| nov. 2016-gen. 2017 | Bromley         | NL              | 1          | 0          | FACup           | 0               | 0               | -                  | -                  | -                  | -           | -           | -           | 1      | 0      |
| gen.-giu. 2017      | Oldham Athletic | FL1             | 13         | 0          | FACup+CdL       | 0               | 0               | -                  | -                  | -                  | -           | -           | -           | 13     | 0      |
| set. 2017-2018      | Tirana          | KP              | 19         | 11         | CA              | 6               | 2               | UEL                | -                  | -                  | SA          | 1           | 0           | 26     | 13     |
| 2018-2019           | Tirana          | KS              | 22         | 4          | CA              | 8               | 6               | -                  | -                  | -                  | -           | -           | -           | 30     | 10     |
| 2019-2020           | Tirana          | KS              | 20         | 7          | CA              | 0               | 0               | -                  | -                  | -                  | -           | -           | -           | 20     | 7      |
| Totale Tirana       | Totale Tirana   | Totale Tirana   | 61         | 22         |                 | 14              | 8               |                    | -                  | -                  |             | 1           | 0           | 76     | 30     |
| Totale carriera     | Totale carriera | Totale carriera | 116        | 27         |                 | 18              | 9               |                    | -                  | -                  |             | 1           | 0           | 135    | 36     |

## Palmarès

### Club

#### Competizioni nazionali
- Supercoppa d'Albania: 1

Tirana: 2017
- Campionato albanese: 1

Tirana: 2019-2020